# Panicum lagostachyum
Panicum lagostachyum är en gräsart som beskrevs av Stephen Andrew Renvoize och Fernando Omar Zuloaga. Panicum lagostachyum ingår i släktet vipphirser, och familjen gräs. Inga underarter finns listade i Catalogue of Life.